# موهاوی (قبیله سرخ‌پوست)
موهاوی نام قبیله‌ای از سرخ‌پوستان غرب آمریکا است. مردم موهاوی در سه ایالت آریزونا، کالیفرنیا و نوادا در کرانه‌های رود کلرادو در بیابان موهاوی زندگی می‌کنند.